# Кирекское
Ки́рекское (Ки́рек) — озеро на территории Томского района Томской области. Название по-тюркски означает «пограничное озеро». Считается жемчужиной[кем?] Обь-Томского междуречья, природного района на стыке трёх областей — Томской, Новосибирской и Кемеровской.

## Характеристика
Площадь озера 0,49 квадратного километра (49 гектаров). Озеро вытянуто с северо-востока на юг. Длина озера 1,45 км, ширина 0,4 км, средняя глубина 2,7 м, наибольшая — 7,0 м. Вода слабо проточная. Из озера вытекает ручей Кирек, впадающий в реку Таган.
На дне озера расположены залежи слабощёлочных (pH 7-7,6) сапропелей, неравномерно распределённых по мощности слоя от 0,2 до 8,5 метра. Оцененные запасы сапропеля в озере Кирек составляют 2242,6 тыс. м³. Сапропели озера Кирек пресноводные, относятся к известковому, органо-железистому, торфянистому типам. На их разработку выдана лицензия.
Зольность сапропелей озера Кирек составляет 85,8 %, содержание влаги — 61 %, весовое содержание кальция достигает 40 %, основными составляющими являются кальцит и кварц.
С 1962 по 2009 годы озеро являлось особо охраняемой природной территорией. Вокруг озера расположен Томский заказник.
В озере ведётся заготовка водорастворимого лечебного ила-сапропеля.

## Деревня Кирек
На восточном берегу озера была расположена татарская деревня Кирек (ныне дачный посёлок), основанная в 1864 году. По данным переписи 1926 года деревня имела 54 двора. Есть деревянная мечеть, построенная в 2004 году методом народной стройки на месте более старой мечети. В 1977 году деревня исключена из списков существующих.